# Hammerklippe

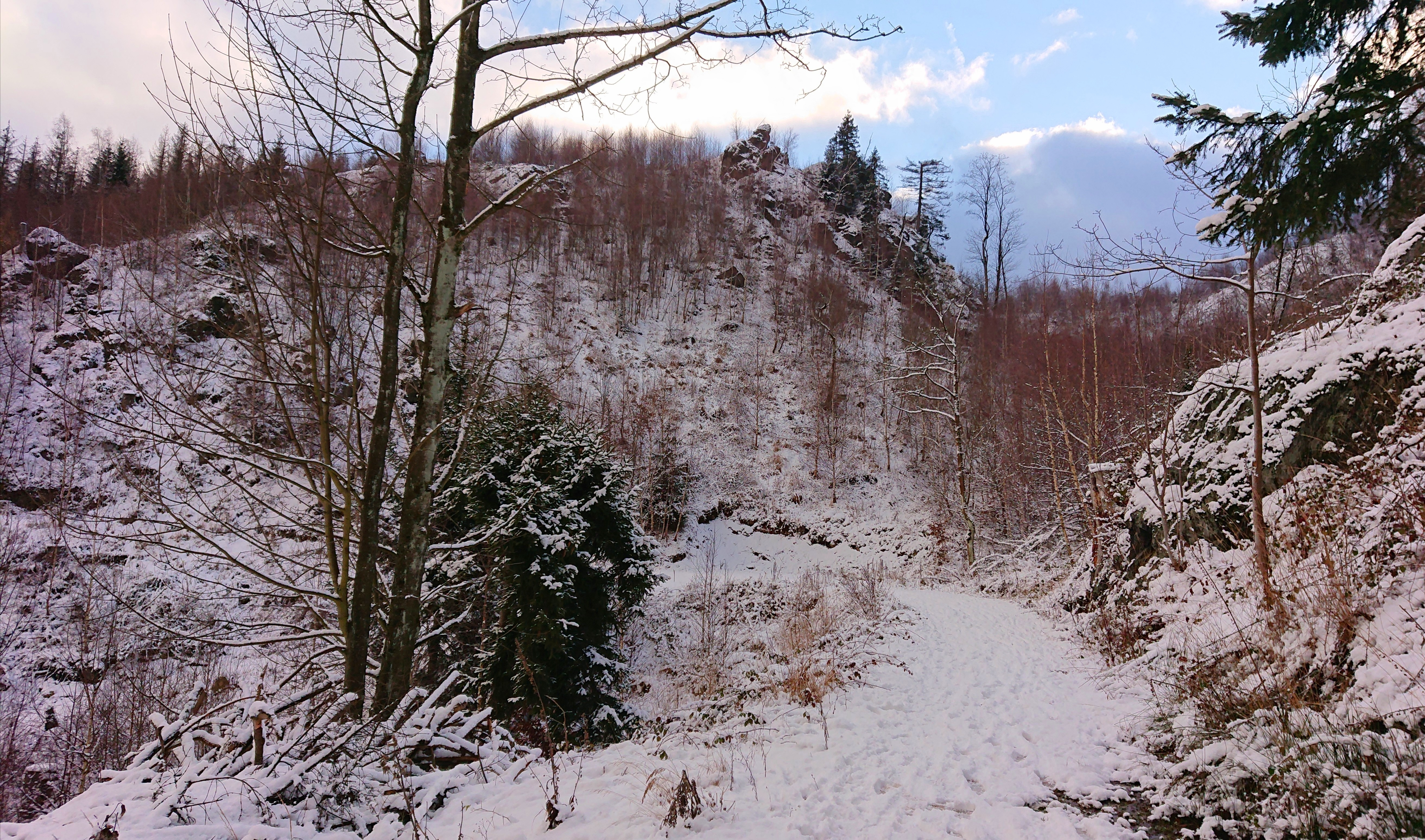
Blick vom Bahnparallelweg auf die Hammerklippe, 2022

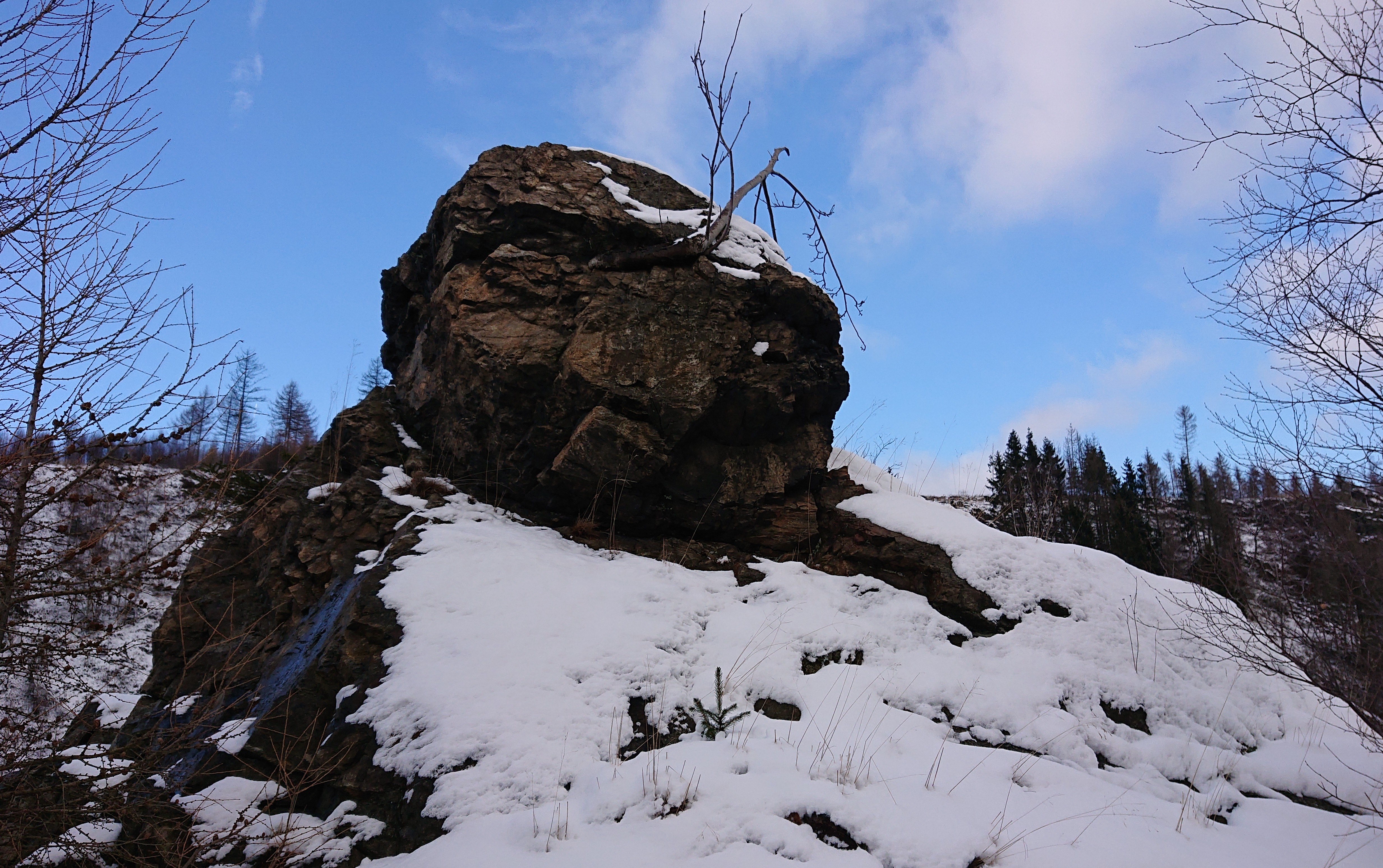
Auf dem Gipfel der Hammerklippe

Die Hammerklippe ist eine der zahlreichen Harzklippen auf dem Gebiet der Stadt Wernigerode in Sachsen-Anhalt. Die Höhe der Klippe beträgt 526 m ü. NHN.

## Geographische Lage
Die Klippe befindet sich im Harz, im Waldgebiet zwischen dem Wernigeröder Stadtteil Hasserode und der Waldsiedlung Drei Annen im oberen Drängetal, das von der Hagenstraße und der Harzquer- und Brockenbahn durchzogen wird. Westlich der Bahnlinie führt der Bahnparallelweg entlang. Dort, wo dieser Weg durch das markante Paddenloch führt, erhebt sich südwestlich etwa 50 Meter das Felsmassiv der Hammerklippe in die Höhe.

## Name und Geschichte
Im Gegensatz zum Paddenloch ist der Name Hammerklippe erst in jüngster Zeit entstanden. Die Bezeichnung Paddenloch (früher auch Hohle Barde, Hohle Patten o. ä.) bezieht sich auf die enge Bergschlucht, durch die eine Wasserrinne und ein Pfad (Pad) führen. Der Pfad wurde in den letzten Jahrzehnten aufgelassen und ist nicht mehr begehbar. Nur das obere Wegstück in Richtung Hasselkopf bzw. Drei Annen ist noch vorhanden.

## Geologie
Das Paddenloch ist eine typische Erosionsrinne, in der naturgemäß zusammenhängende Blockmassen fehlen. Diese häuften sich am Ende der Rinne zu einem schön entwickelten Schuttkegel wie hier in Form der Hammerklippe.